# Tomislav Gomelt
Tomislav Gomelt (ur. 7 stycznia 1995 w Sisak) – chorwacki piłkarz występujący na pozycji pomocnika w Lorce.